# Andrzej Kosmala
Andrzej Marian Kosmala (ur. 30 stycznia 1946 w Pleszewie) – polski dziennikarz, autor tekstów piosenek, producent muzyczny i menedżer muzyczny.
Były menedżer Edwarda Hulewicza i Krzysztofa Krawczyka. Współtwórca zespołu New Ace i założyciel projektu muzycznego ABBA po polsku. Dyrektor kilku instytucji artystycznych. Członek wytwórni płytowej ZPR Records. Współzałożyciel studia nagraniowego K&K Studio.

## Wykształcenie
Szkołę podstawową i liceum ukończył w Pleszewie. W 1964 podjął studia prawnicze na Uniwersytecie im. Adama Mickiewicza, jednak przerwał je po pierwszym semestrze, po czym – by uniknąć powołania do wojska – ukończył studium nauczycielskie. Jest absolwentem zaocznych studiów na Wydziale Filozoficzno-Historycznym Uniwersytetu im. Adama Mickiewicza w Poznaniu, które ukończył w 1973.

## Działalność zawodowa
W młodości trenował lekkoatletykę i przez cztery lata startował w zawodach jako reprezentant drużyny I Liceum Ogólnokształcącego im. Karola Marcinkowskiego w Poznaniu. W pierwszej połowie lat 60. założył zespół muzyczny Czarne Koty, który później zmienił nazwę na Elektrony. W kolejnych latach organizował koncerty z cyklu „Poznańskie Muzykalia” i współtworzył festiwal Wielkopolskie Rytmy Młodych w Jarocinie, a w latach 1966–1974 współprowadził audycję Radiowy Klub Polskiej Muzyki Młodzieżowej w poznańskim oddziale Polskiego Radia. Był także redaktorem w czasopismach „Jazz”, „Non Stop”, „Głos Wielkopolski” i „Tygodnik”, poza tym uczestniczył w nagraniach studyjnych zespołów: Birbanci, Polne Kwiaty, Stress, Progress, Al Antico i Jump oraz zorganizował pierwsze nagrania w karierze Anny Jantar i Aleksandra Maliszewskiego. Współpracował też z Wojciechem Skowrońskim, Hubertem Szymczyńskim, Wojciechem Kordą i Jerzym Milianem. W 1968 został menedżerem Edwarda Hulewicza, z którym współpracował do 1974. W tym czasie napisał także kilka tekstów do jego piosenek oraz stworzył fan klub artysty w Estradzie Poznańskiej, której to został dyrektorem artystycznym w 1976. W ramach działań Estrady został sekretarzem programowym Międzynarodowej Wiosny Estradowej. W tym okresie współpracował także z Haliną Frąckowiak i Haliną Żytkowiak. W 1974 został menedżerem Krzysztofa Krawczyka, którym pozostał aż do śmierci artysty w 2021. Jest twórcą wielu tekstów piosenek Krawczyka. W swojej karierze pisał również teksty dla: Gangu Marcela, Krystyny Giżowskiej, Wojciecha Skowrońskiego, Klinczu, Urszuli Sipińskiej, Urszuli Kasprzak, Grażyny Świtały, Michała Gielniaka, Tadeusza Drozdy, Daniela Olbrychskiego, Bohdana Łazuki, Krzysztofa Komedy i Andrzeja Rybińskiego.
W latach 80. współpracował z wytwórną ZPR Records przy tworzeniu i wydawaniu płyt m.in. Magdaleny Dureckiej, Grzegorza Ciechowskiego, Lombardu, Eleni i Krzysztofa Krawczyka, a na początku lat 90. został dyrektorem wytwórni. Był także dyrektorem artystycznym poznańskiego oddziału Zjednoczonych Przedsiębiorstw Rozrywkowych. 
W listopadzie 1991 założył z Ryszardem Kniatem w Poznaniu K&K Studio (Kniat & Kosmala) zajmujące się nagrywaniem i wydawaniem kaset oraz płyt; w wytwórni znajduje się m.in. ok. 500 nagrań piosenek w wykonaniu Krawczyka. W 1992 w K&K Studio współpracował z poznańską grupą New Ace, pomagając w produkcji i wydaniu albumów Bez komentarza oraz Kolędy polskie. W studiu tym powstało również kilka albumów popularnego w Polsce w drugiej połowie lat 90. XX wieku, zespołu wokalnego ABBA po polsku, którego był pomysłodawcą. Zaprosił on do tego projektu zupełnie nieznanych wówczas piosenkarzy, takich jak Alina Pszczółkowska i Michał Gielniak, którzy dzięki tej współpracy stali się szerzej rozpoznawalni. Do zespołu dołączył także Jerzy Różycki z Gangu Marcela i Magdalena Durecka, jego muzyczne odkrycie końca lat 80. XX wieku. To właśnie on przygotował większość polskich tekstów do piosenek szwedzkiego zespołu ABBA, a także był producentem muzycznym tych nagrań. Pomagał również w organizowaniu koncertów kwartetu (w tym kilku występów telewizyjnych, głównie dla TVP).
Był dziennikarzem wielokrotnie akredytowanym na muzyczne festiwale, m.in. na Krajowym Festiwalu Piosenki Polskiej w Opolu, czy Międzynarodowym Festiwalu Piosenki w Sopocie.
Jest współtwórcą wydawanego na przełomie 2007/2008 przez spółkę Agora SA leksykonu Krzysztofa Krawczyka, który zyskał miano podwójnej platyny. W latach 2009–2022 prowadził oficjalną stronę internetową artysty.
W 2007 współpracował z biskupem Antonim Długoszem przy tworzeniu kilku piosenek (w tym jednej śpiewanej w duecie z Krzysztofem Krawczykiem „Europo nie możesz żyć bez Boga”) oraz na przełomie 2011/2012 przy powstaniu płyty pt. Europo nie możesz żyć bez Boga.
W 2010 wydana została książka biograficzna o życiu i działalności artystycznej Krzysztofa Krawczyka pt. Życie jak wino, którą napisał wspólnie z wokalistą. W 2021 ukazała się druga poszerzona wersja publikacji, którą Kosmala uzupełnił o wspomnienia z późniejszych lat i wydarzenia po śmierci muzyka. W 2023 wydał wraz z Ewą Krawczyk, byłą żoną Krzysztofa Krawczyka, książkę pt. Sława zniesławia, która została napisana w formie rozmowy między nimi. W październiku 2024 została wydana jego książka autobiograficzna Odwrotna strona Złotej Płyty, która opowiada m.in. o kulisach pracy menadżerskiej Kosmali oraz kontaktach i współpracy z wieloma znanymi polskimi muzykami.
Wystąpił w filmie dokumentalnym Krzysztof Krawczyk – całe moje życie (2020), brał także udział przy powstaniu jego scenariusza.
W 2021 rozpoczął współpracę z Andrzejem Rybińskim, co zaowocowało płytą Andrzejkowe marzenia, nagraną w K&K Studio. W grudniu tego samego roku stworzone wspólnie nagrania zostały opublikowane w serwisach streamingowych i serwisie YouTube.
W styczniu 2025 wraz z Ewą Krawczyk zostali właścicielami znaku słownego „Krzysztof Krawczyk”, tj. jedynymi osobami, które posiadają prawa do rozporządzania spuścizną po artyście zmarłym w 2021.

## Życie prywatne
Jest synem prawnika Mariana Kosmali i Ireny z domu Krawczyk.
Dwukrotnie żonaty. Z pierwszego małżeństwa z żoną Izabelą (zm. 2001) doczekali się córki Joanny i syna Roberta; który 27 czerwca 2020 w wieku 43 lat popełnił samobójstwo. Ma także wnuki: Izabelę i Fryderyka. Kilka lat po śmierci żony ożenił się z Katarzyną.